# ۱۰۳ دلو
۱۰۳ دلو یک ستاره است که در صورت فلکی دلو قرار دارد.